# Élections régionales de 2014 en Thuringe
Les élections régionales de 2014 en Thuringe (en allemand : Landtagswahl in Thüringen 2014) se tiennent le 14 septembre 2014, afin d'élire les 88 députés de la 6e législature du Landtag, pour un mandat de cinq ans. Du fait des résultats et en application de la loi électorale, 91 députés sont finalement élus.
Le scrutin est marqué par la victoire de l'Union chrétienne-démocrate, qui renforce sa majorité relative. Christine Lieberknecht cède toutefois le pouvoir à Bodo Ramelow, investi ministre-président à la tête d'une « coalition rouge-rouge-verte ».

## Contexte
Les élections régionales du 31 août 2009 constituent un tournant politique majeur dans le très stable échiquier politique de la Thuringe. Depuis 1994 en effet, seuls trois partis siégeaient au Landtag avec une claire domination de l'Union chrétienne-démocrate d'Allemagne (CDU).
Au pouvoir depuis octobre 1990, disposant de la majorité absolue depuis septembre 1999 et emmenée par le ministre-président Dieter Althaus, la CDU enregistre une déroute historique. En réalisant un score de 31,2 % des voix, elle obtient le plus mauvais résultat de son histoire régionale. Cet effondrement pousse Althaus à se retirer de la vie politique. Il profite partiellement au Parti libéral-démocrate (FDP), qui revient à l'assemblée après 15 ans d'absence en rassemblant 7,6 % des suffrages exprimés.
À peine 40 000 voix derrière la CDU, Die Linke confirme son statut de première force de gauche avec 27,1 %. Elle devance nettement le Parti social-démocrate d'Allemagne (SPD), coincé à la troisième place depuis 1999 et qui réunit 18,5 % des voix. L'Alliance 90 / Les Verts (Grünen), comme le FDP, revient au Landtag dont ils étaient exclus depuis 1994, après avoir récolté récoltant 6,2 % des suffrages exprimés. Par ailleurs, malgré une forte progression, le Parti national-démocrate d'Allemagne (NPD) échoue à 0,7 point du seuil électoral.
Cet éclatement inédit du Landtag, l'impossibilité de former une « coalition noire-jaune » ou une « coalition rouge-rouge », conduisent la CDU et le SPD à entreprendre des négociations. Le 30 octobre, la ministre des Affaires sociales Christine Lieberknecht est investie ministre-présidente et forme un cabinet dont le ministre de l'Éducation social-démocrate Christoph Matschie est vice-ministre-président. C'est la première fois en ex-Allemagne de l'Est et au sein de l'Union chrétienne-démocrate qu'une femme prend la direction du gouvernement d'un Land.
En cours de législature se tiennent les élections fédérales du 27 septembre 2009 et du 22 septembre 2013. Le premier scrutin révèle un rapport de force comparable aux élections régionales, la CDU dominant de peu avec 31,2 %, juste devant la Linke avec 28,8 %. Derrière, le SPD se consolide à la troisième place avec 17,6 %, devançant le FDP qui bondit à 9,8 % et les Grünen, stables à 6 %. Quatre ans plus tard, l'échiquier politique évolue en faveur des chrétiens-démocrates qui remportent 38,8 % des suffrages au détriment des libéraux-démocrates, qui s'effondrent avec 2,2 %. Si la gauche radicale confirme sa deuxième position, elle recule jusqu'à 23,4 %, le SPD étant lui aussi en baisse à 16,1 %. En tombant à 4,9 %, les Grünen se voient distancés par l'Alternative pour l'Allemagne (AfD), qui signe un score de 6,2 %.

## Mode de scrutin
Le Landtag est constitué de 88 députés (en allemand : Mitglied des Landtags, MdL), élus pour une législature de cinq ans au suffrage universel direct et suivant le scrutin proportionnel de Hare/Niemayer.
Chaque électeur dispose de deux voix : la première (Wahlkreisstimme) lui permet de voter pour un candidat de sa circonscription selon les modalités du scrutin uninominal majoritaire à un tour, le Land comptant un total de 44 circonscriptions ; la seconde voix (Landesstimme) lui permet de voter en faveur d'une liste de candidats présentée par un parti au niveau du Land.
Lors du dépouillement, l'intégralité des 88 sièges est répartie proportionnellement aux secondes voix entre les partis ayant remporté au moins 5 % des suffrages exprimés au niveau du Land. Si un parti a remporté des mandats au scrutin uninominal, ses sièges sont d'abord pourvus par ceux-ci.
Dans le cas où un parti obtient plus de mandats au scrutin uninominal que la proportionnelle ne lui en attribue, il conserve ces mandats supplémentaires et la taille du Landtag est augmentée par des mandats complémentaires distribués aux autres partis pour rétablir une composition proportionnelle aux secondes voix.

## Campagne
La chancelière fédérale Angela Merkel met en garde les sociaux-démocrates et les écologistes contre une éventuelle « coalition rouge-rouge-verte » avec Die Linke, déclarant que cela reviendrait à « faire entrer Karl Marx dans les bureaux du gouvernement régional ».

### Principales forces
| Parti | Parti                                                                              | Idéologie                                                                    | Chef de file                                   | Résultats de 2009          |
| ----- | ---------------------------------------------------------------------------------- | ---------------------------------------------------------------------------- | ---------------------------------------------- | -------------------------- |
|       | Union chrétienne-démocrate d'Allemagne Christlich Demokratische Union Deutschlands | Centre droit Démocratie chrétienne, libéral-conservatisme                    | Christine Lieberknecht (Ministre-présidente)   | 31,2 % des voix 30 députés |
|       | Die Linke                                                                          | Gauche Socialisme démocratique, anticapitalisme                              | Bodo Ramelow                                   | 27,4 % des voix 27 députés |
|       | Parti social-démocrate d'Allemagne Sozialdemokratische Partei Deutschlands         | Centre gauche Social-démocratie, troisième voie, progressisme                | Heike Taubert (Ministre des Affaires sociales) | 18,5 % des voix 18 députés |
|       | Parti libéral-démocrate Freie Demokratische Partei                                 | Centre à centre droit Libéralisme, libéralisme économique                    | Uwe Barth (de)                                 | 7,6 % des voix 7 députés   |
|       | Alliance 90 / Les Verts Bündnis 90/Die Grünen                                      | Centre gauche Écologie, progressisme                                         | Anja Siegesmund (de)                           | 6,2 % des voix 6 députés   |
|       | Parti national-démocrate d'Allemagne Nationaldemokratische Partei Deutschlands     | Extrême droite Néonazisme, ultranationalisme, populisme                      | Patrick Wieschke (de)                          | 4,3 % des voix 0 député    |
|       | Électeurs libres Freie Wähler                                                      | Centre Localisme, démocratie directe, libéral-conservatisme                  | Marco Tasch                                    | 3,9 % des voix 0 député    |
|       | Alternative pour l'Allemagne Alternative für Deutschland                           | Centre droit à droite Libertarianisme, euroscepticisme, national-libéralisme | Alexander Gauland                              | Inexistant 0 député        |

### Sondages
| Institut                | Date       | CDU  | SPD  | Grünen | FDP | Linke | AfD |
| ----------------------- | ---------- | ---- | ---- | ------ | --- | ----- | --- |
| Institut                | Date       |      |      |        |     |       |     |
| Forschungsgruppe Wahlen | 11/09/2014 | 36 % | 16 % | 5,5 %  | –   | 26 %  | 8 % |
| Infratest dimap         | 04/09/2014 | 34 % | 16 % | 5 %    | 3 % | 28 %  | 7 % |
| Forschungsgruppe Wahlen | 04/09/2014 | 36 % | 16 % | 6 %    | –   | 26 %  | 8 % |
| INSA                    | 08/08/2014 | 34 % | 19 % | 6 %    | 4 % | 26 %  | 5 % |
| Infratest dimap         | 15/07/2014 | 36 % | 19 % | 6 %    | 2 % | 27 %  | 4 % |
| INSA                    | 05/07/2014 | 33 % | 18 % | 6 %    | 3 % | 25 %  | 7 % |
| Infratest dimap         | 14/05/2014 | 36 % | 19 % | 5 %    | 2 % | 28 %  | 4 % |
| Infratest dimap         | 14/03/2014 | 36 % | 17 % | 6 %    | 2 % | 28 %  | 5 % |
| INSA                    | 20/02/2014 | 35 % | 20 % | 5 %    | 3 % | 25 %  | 5 % |

## Résultats

### Voix et sièges
|                          |                                              |                                              |                  |                  |                  |                  |         |        |        |              |               |  |  |  |  |  |
| Partis                   | Partis                                       | Partis                                       | Circonscriptions | Circonscriptions | Circonscriptions | Circonscriptions | Listes  | Listes | Listes | Total sièges | +/-           |  |  |  |  |  |
| Partis                   | Partis                                       | Partis                                       | Votes            | %                | Sièges           | +/-              | Votes   | %      | Sièges | Total sièges | +/-           |  |  |  |  |  |
|                          | Union chrétienne-démocrate d'Allemagne (CDU) | Union chrétienne-démocrate d'Allemagne (CDU) | 352 051          | 37,67            | 34               | 6                | 315 104 | 33,46  | 0      | 34           | 4             |  |  |  |  |  |
|                          | Die Linke (Linke)                            | Die Linke (Linke)                            | 274 936          | 29,42            | 9                | 5                | 265 428 | 28,19  | 19     | 28           | 1             |  |  |  |  |  |
|                          | Parti social-démocrate d'Allemagne (SPD)     | Parti social-démocrate d'Allemagne (SPD)     | 145 634          | 15,58            | 1                | 1                | 116 889 | 12,42  | 11     | 12           | 6             |  |  |  |  |  |
|                          | Alternative pour l'Allemagne (AfD)           | Alternative pour l'Allemagne (AfD)           | 20 833           | 2,23             | 0                | en stagnation    | 99 545  | 10,57  | 11     | 11           | 11            |  |  |  |  |  |
|                          | Alliance 90 / Les Verts (Grünen)             | Alliance 90 / Les Verts (Grünen)             | 56 189           | 6,01             | 0                | en stagnation    | 53 407  | 5,67   | 6      | 6            | en stagnation |  |  |  |  |  |
|                          | Parti national-démocrate d'Allemagne (NPD)   | Parti national-démocrate d'Allemagne (NPD)   | 43 026           | 4,60             | 0                | en stagnation    | 34 049  | 3,62   | 0      | 0            | en stagnation |  |  |  |  |  |
|                          | Parti libéral-démocrate (FDP)                | Parti libéral-démocrate (FDP)                | 23 555           | 2,52             | 0                | en stagnation    | 23 359  | 2,48   | 0      | 0            | 7             |  |  |  |  |  |
|                          | Électeurs libres (FW)                        | Électeurs libres (FW)                        | 14 157           | 1,51             | 0                | en stagnation    | 15 864  | 1,68   | 0      | 0            | en stagnation |  |  |  |  |  |
|                          | Parti des pirates (Piraten)                  | Parti des pirates (Piraten)                  | 4 076            | 0,44             | 0                | en stagnation    | 9 689   | 1,03   | 0      | 0            | en stagnation |  |  |  |  |  |
|                          | Die PARTEI                                   | Die PARTEI                                   | 0                | 0                | 0                | en stagnation    | 5 538   | 0,59   | 0      | 0            | en stagnation |  |  |  |  |  |
|                          | Les Républicains (REP)                       | Les Républicains (REP)                       | 0                | 0                | 0                | en stagnation    | 1 670   | 0,18   | 0      | 0            | en stagnation |  |  |  |  |  |
|                          | Parti communiste d'Allemagne (KPD)           | Parti communiste d'Allemagne (KPD)           | 0                | 0                | 0                | en stagnation    | 1 177   | 0,12   | 0      | 0            | en stagnation |  |  |  |  |  |
|                          |                                              |                                              |                  |                  |                  |                  |         |        |        |              |               |  |  |  |  |  |
| Votes valides            | Votes valides                                | Votes valides                                | 934 457          | 97,86            |                  |                  | 941 719 | 98,62  |        |              |               |  |  |  |  |  |
| Votes blancs et nuls     | Votes blancs et nuls                         | Votes blancs et nuls                         | 20 470           | 2,14             | 13 208           | 1,32             |         |        |        |              |               |  |  |  |  |  |
| Total                    | Total                                        | Total                                        | 954 927          | 100              | 44               | en stagnation    | 954 927 | 100    | 47     | 91           | 3             |  |  |  |  |  |
| Abstentions              | Abstentions                                  | Abstentions                                  | 857 443          | 47,21            |                  |                  | 857 443 | 47,21  |        |              |               |  |  |  |  |  |
| Inscrits / participation | Inscrits / participation                     | Inscrits / participation                     | 1 812 370        | 52,69            | 1 812 370        | 52,69            |         |        |        |              |               |  |  |  |  |  |

### Analyse
Le scrutin, marqué par une baisse de la participation à son plus bas dans l'histoire de la Thuringe, voit la victoire de la CDU de la ministre-présidente Christine Lieberknecht. En légère progression, elle obtient même un mandat supplémentaire. Elle ne réduit cependant pas la distance qui la sépare de la Linke, qui reste extrêmement stable depuis dix ans.
Le SPD est lui en net recul et tombe à son plus bas niveau régional, effaçant son précédent record établi en 2004. Il est talonné par l'AfD, qui réalise une percée en atteignant les 10 % des suffrages exprimés pour sa première participation à une élection régionale en Thuringe. Les Grünen confirment leur présence au Landtag, une performance inédite pour eux dans ce Land.
Si le NPD échoue de nouveau à faire son entrée à l'assemblée avec un score en baisse, le FDP est lui en déroute puisqu'il perd près de cinq points et doit de nouveau abandonner le Landtag, cinq ans à peine après y être revenu.

### Conséquences
La Linke, le SPD et les Grünen entament des discussions afin de former une « coalition rouge-rouge-verte » sous la direction de Bodo Ramelow. Un accord est conclu entre les trois partis à la fin du mois d'octobre. Il est approuvé par 69 % des voix lors d'une consultation des adhérents sociaux-démocrates le 5 novembre suivant.
Le 5 décembre, Bodo Ramelow est investi ministre-président et forme un cabinet dans lequel la ministre des Finances sociale-démocrate Heike Taubert est vice-ministre-présidente. C'est la première fois depuis la fin de la Seconde Guerre mondiale qu'un gouvernement est dirigé par un parti situé à la gauche du SPD.